# Вулиця Піскова (Львів)
Вулиця Піскова — вулиця у Личаківському районі міста Львова, в місцевості Личаків. Сполучає вулиці Солодову та Лісну з вулицею Ніжинською. Прилучаються вулиці Вишенського, Харківська, Крип'якевича та Острозького.

## Історія
Вулиця утворилася ще до 1871 року та називалася Лоншанівкою, бо прямувала до маєтку купця Франсуа Лонгшам де Бер'є, який дав назву цій околиці міста. У 1871 році вулиця стала називатися Пісковою і завдячує своєю назвою піщаним кар'єрам на схилах Знесінських горбів, які розроблялися до середини XX століття. Місцеві мешканці розвозили очищений пісок по місту, який у той час використовувався не лише для будівництва чи ремонту приміщень, але й для чищення посуду та інших побутових справ. Під час німецької окупації Львова, у 1943 році вулицю перейменовано на Зандбергґассе. У липні 1944 року повернена передвоєнна назва — вулиця Піскова, яка збереглася до наших днів.
Наприкінці березня 2019 року завершено капітальний ремонт вулиці Піскової, на ділянці від вулиці Лісної до вулиці Крип'якевича, який розпочався влітку 2018 року та проводився згідно з розробленим проєктом ЛКП «Інститут просторового розвитку». Проведено заміну інженерних мереж (каналізація, водопровід) та облаштовано дорожнє покриття. Дорогу замість колотого каменю повністю вистелено бруківкою, яку встановили діагонально, що має значно знизити рівень шуму та вібрацій. Облаштовано кишені для заїзду автотранспорту таким чином, що вони лише наполовину заходять у зону між деревами. Тротуари зробили неперервними, а у бічні вулички та подвір'я автівки заїжджатимуть через пандус. Щоб не перешкоджати пішоходам, деякі знаки встановлено «на хитро вигнутих опорах». Також зрізано декілька дерев-самосівів, а на їх місці висаджено три гостролистих кулястих клени та одну яблуню.

## Забудова
У забудові вулиці Піскової переважають архітектурні стилі: історизм, віденська сецесія, конструктивізм. Декілька будинків внесено до Реєстру пам'яток архітектури місцевого значення. 

### Нумерація будинків
До 1890-х років нумерація будинків йшла зі сходу на захід. Тому нинішній парний бік був непарним і навпаки, наприклад, нинішній будинок під № 1 був колись останнім на вулиці. Потім декілька разів змінювалася нумерація будинків, бо на місці пусток утворювалися нові ділянки для будівництва. Нинішня нумерація встановилася по закінченню другої світової війни.

### З непарного боку вулиці
№ 1 — триповерхова кам'яниця збудована у 1890-х роках у стилі еклектичного історизму{. На першому поверсі будинку від 1950-х років містилася майстерня з ремонту взуття.
№ 9 — п'ятиповерховий багатоквартирний житловий будинок, зведений у 1970-х роках. На першому поверсі будинку міститься ветеринарна амбулаторія «Vets&Pets».
№ 11 — одноповерхова кам'яниця. У 1912 році у цьому будинку інженер Леонард Подгородецький, за зразком тодішніх артистичних студій Парижа, заснував приватний мистецький навчальний заклад — Вільну академію образотворчих мистецтв. Тут без обов'язкової навчальної програми за помірну плату надавали місце, матеріали для роботи і натуру більшості видатних у майбутньому українських художників. Навчальний заклад працював до 1924 року. В одному з приміщень Вільної академії у 1930—1936 роках містилася майстерня українського скульптора Сергія Литвиненка, а у другій половині XX століття — Дмитра Крвавича.
№ 13 — двоповерхова кам'яниця збудована у 1890-х роках у стилі історизму. Стіни першого поверху на фасаді вкриті дощатим рустом, а другого — смугами нетинькованої червоної та жовтої цегли. За Польщі в будинку містилася редакція газети «Гігієна тіла і спорт». У 2010-х роках цей будинок є нещодавно виявленим об'єктом культурної спадщини. У 2014 році будинок частково зруйнований. На його місці планувалося будівництво багатоповерхового будинку. Управління охорони історичної спадщини Львівської міської ради через суд вимагало від власника земельної ділянки відновити будинок, який було зруйновано. Суд наклав на будинок арешт та заборонив проводити будь-які роботи на об'єкті, що могли призвести до його руйнування та повного знищення. Натомість забудовник всупереч судовому рішенню продовжував роботи та врешті майже повністю знищив будинок. Станом на 2023 рік за цією адресою збереглися лише фрагменти першого поверху будинку.
№ 15 — колишня вілла інженера Леонарда Подгородецького. Після кількох перебудов середини XX та початку XXI століття від первісного вигляду вілли майже нічого не залишилося. Від вулиці ділянку відділяє опорна стінка з ламаного каменю. Від воріт залишився лише один перекошений цегляний стовп, від якого заасфальтована доріжка веде до будинку в глибині ділянки. Нині це двоповерховий будинок під шиферним дахом перебудований наприкінці 1950-х років. До 1939 року цю адресу мало підприємство з видобування та постачання піску і шутеру (щебеню) Северини Квятковської та Леонарда Подгородецького.
№ 15а — колишня вілла письменника Генрика Збєжховського. У середині XX століття віллу Збєжховського перебудували і вона втратила свій первісний вигляд. Про неї та Світовидове поле на Кайзервальді нагадує замурована наполовину у стіну фігура Світовида, яку видно з боку вулиці Харківської.
№ 17 — триповерхова кам'яниця, споруджена у 1930-х роках. У 1991—1993 роках в будинку під час відвідин Львова зупинявся Патріарх Київський і всієї України, предстоятель Української автокефальної православної церкви Мстислав (Степан Скрипник). Про подію інформує меморіальна таблиця, встановлена на фасаді будинку. Урочисте відкриття та освячення відбулося 27 вересня 2013 року. Автор таблиці скульптор Олег Лесюк.
№ 21 — чотириповерховий житловий будинок на розі з вулицею Харківською збудований у стилі польського функціоналізму. Ступінчатий дах гострими кутами повернутий до перехрестя вулиць Піскової та Харківської. Один з таких кутів згладжують заокруглені балкони. Кам'яниця піднімається до гори в композиції з вулицею. В будинку добре збереглися інтер'єри. Оригінальні віконні рами. Чорно-білі візерунки з плитки на підлозі. Автентичні гнуті латунні поручні дуже гармоніюють з чорними смугами плитки на підлозі. В під'їзді майже всюди ще стоять автентичні дерев'яні вхідні двері до помешкань. У міжвоєнний період співвласником будинку був Якуб Хроманський, йому належало три поверхи кам'яниці, з початком радянської окупації Львова він виїхав до Німеччини.
№ 25 — триповерхова кам'яниця, споруджена близько 1910 року у стилі пізньої сецесії. З обох боків фасаду виступають неглибокі ризаліти, завершені півкруглими фронтонами зі стовпчиками. В будинку до 1945 року мешкав польський історик, письменник, педагог та бібліофіл Мєчислав Опалек, який у 1933—1940 роках був директором міської чоловічої школи імені Святої Марії Магдалини у Львові.
№ 29 — п'ятиповерховий багатоквартирний житловий будинок, зведений у 1970-х роках.

Світлини вуличної забудови (непарний бік)
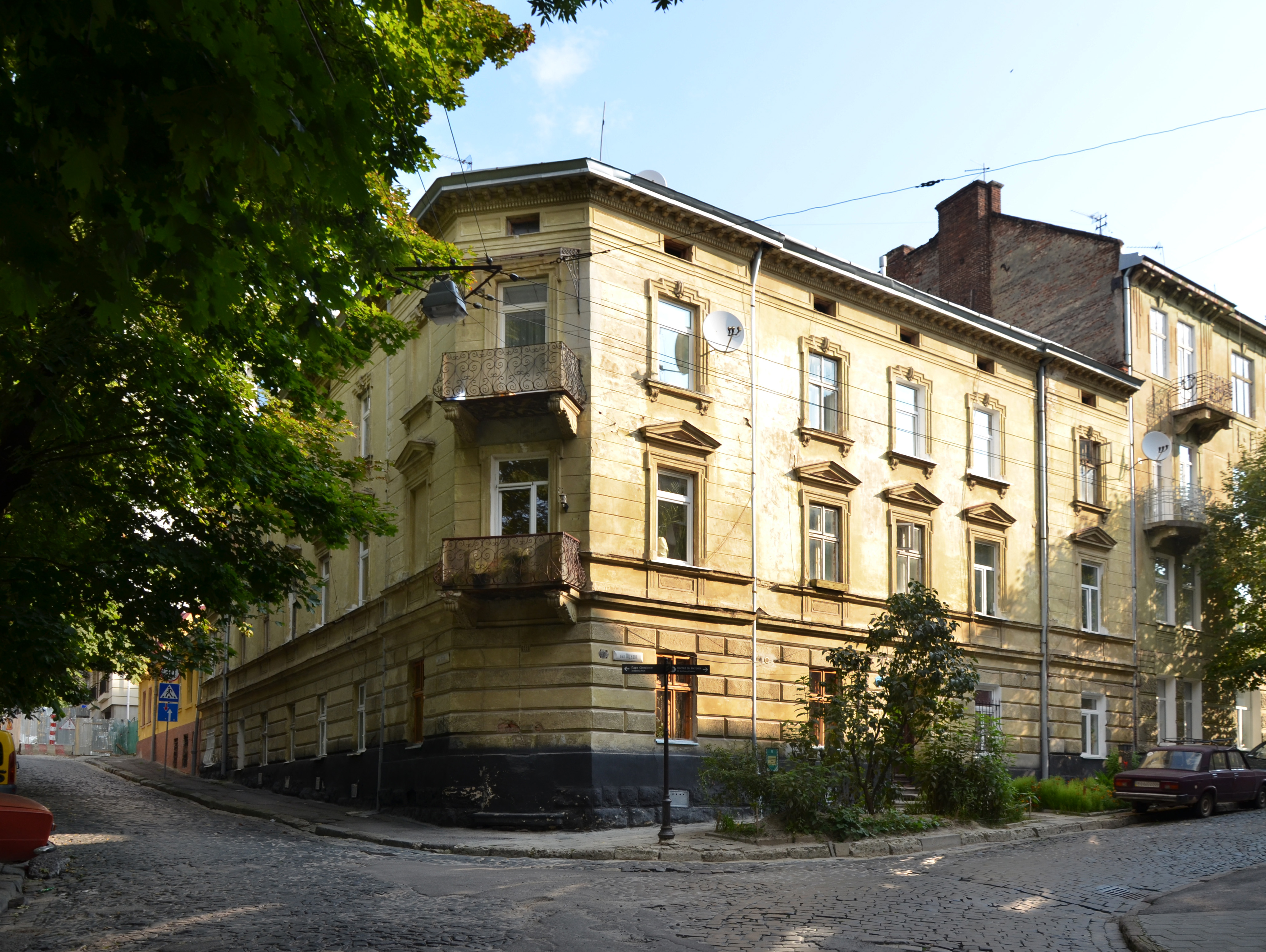
Будинок № 1
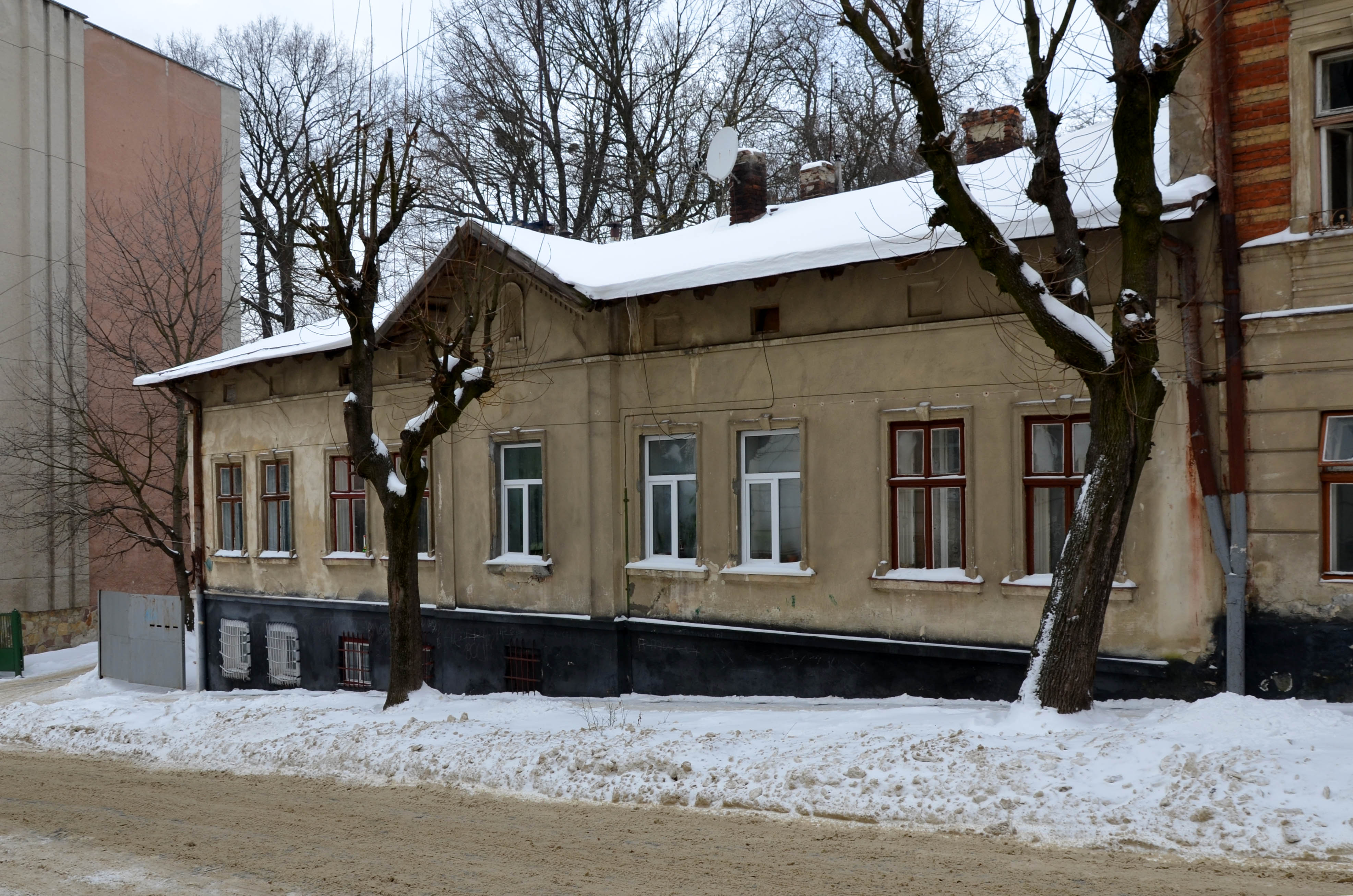
Будинок № 11
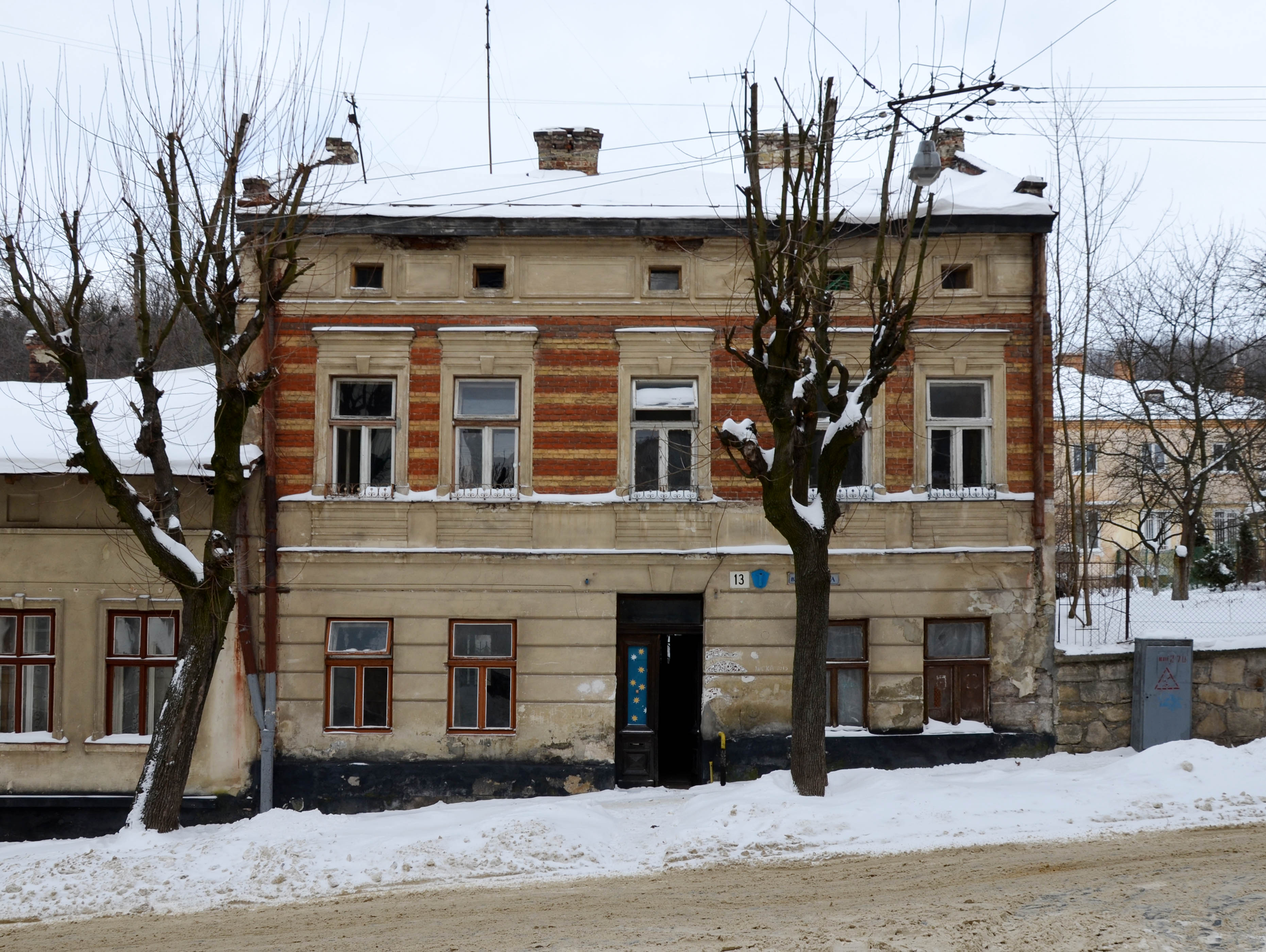
Будинок № 13 (стан до 2014 року)
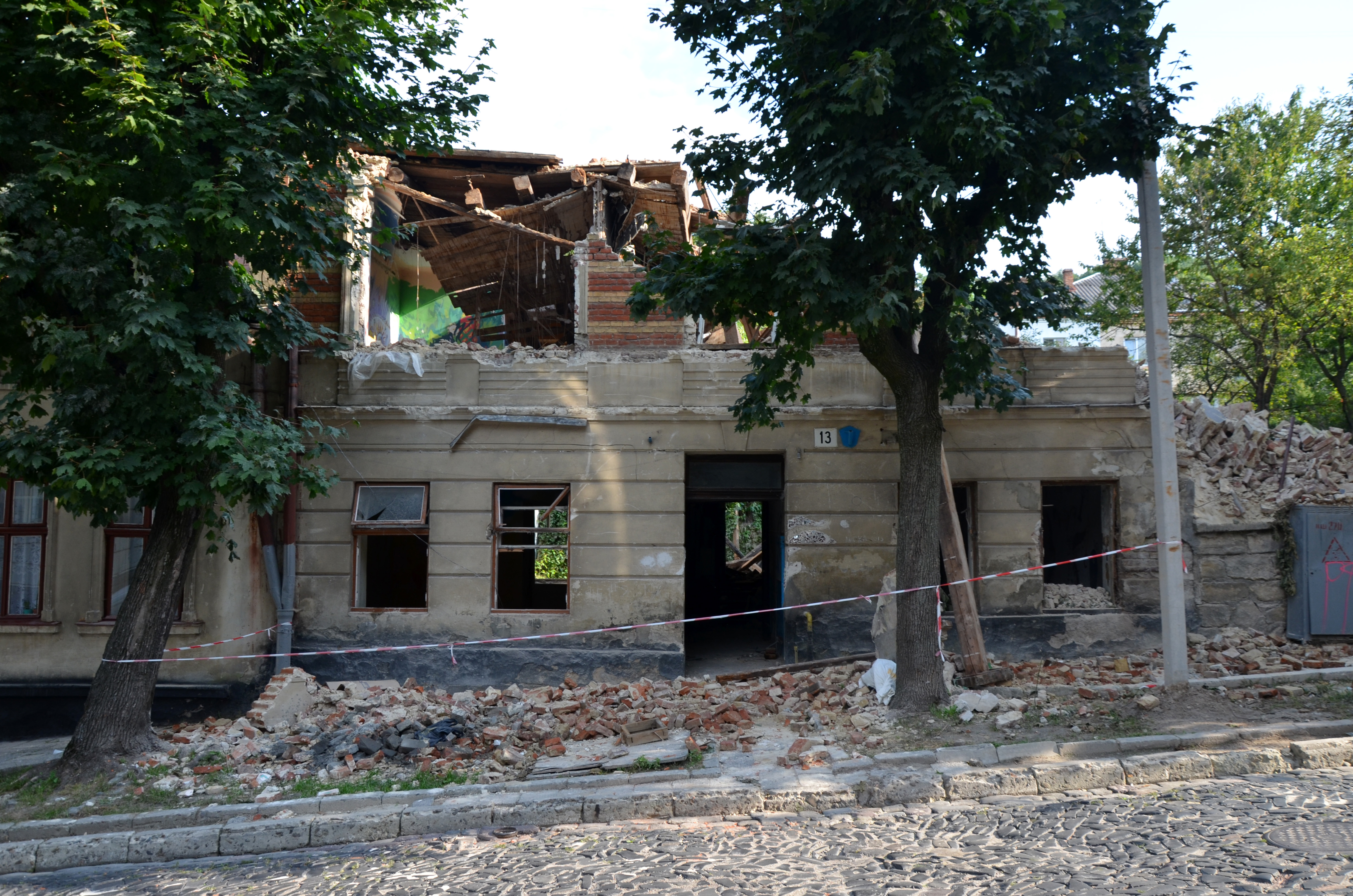
Будинок № 13 (сучасний стан)
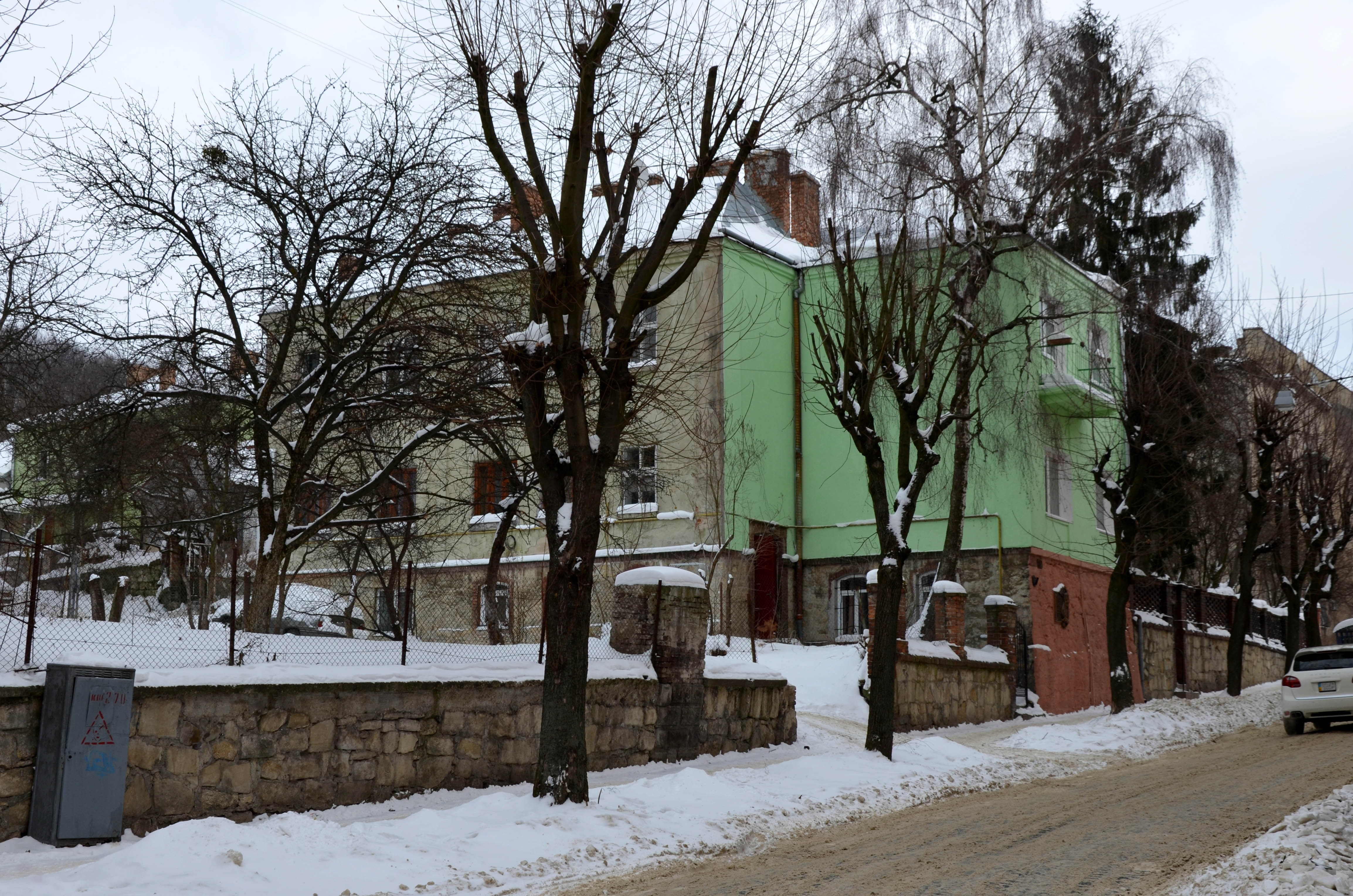
Будинок № 17
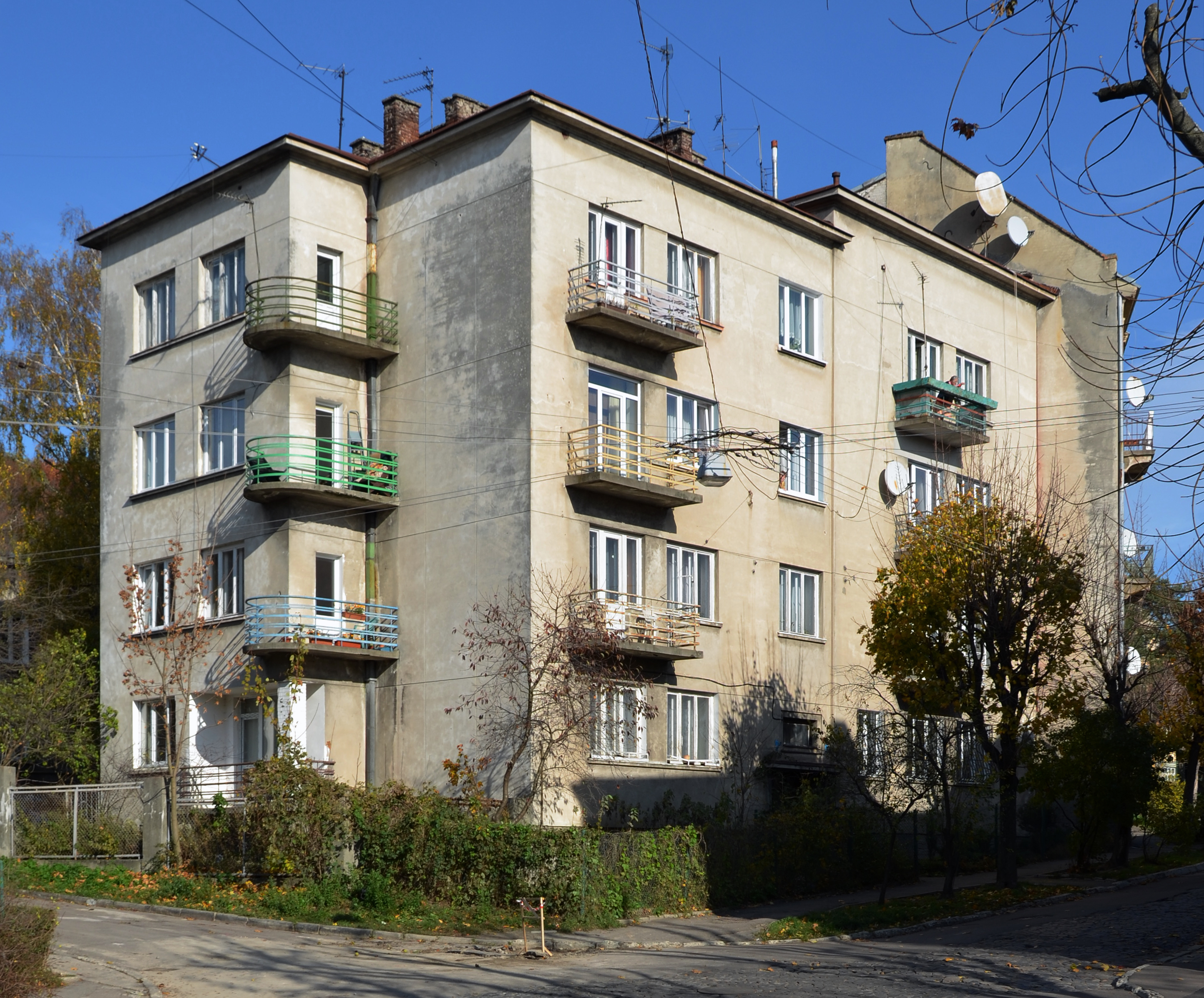
Будинок № 21

### З парного боку вулиці
№ 2, 4 — дві триповерхові кам'яниці збудовані у 1910-х роках у стилі постсецесії. Власником будинку № 2 у 1935 році була Ванда Шуберт, а будинку № 4 були у 1913 році — Станіслав та Зофія Скальські, у 1935 році — Емілія Раттінгер.
№ 6 — двоповерхова кам'яниця початку XX століття оздоблена декоративними елементами у стилі сецесії та історизму. Над брамою розташований жіночий маскарон, а над вікнами другого поверху — маскарони сатирів. Рустоване членування першого поверху та капітелі тосканського ордеру на другому створюють достатній контраст та одночасну цілісність фасаду, але проведене 2008 року фарбування фасаду будинку в рожевий колір порушило цю історичну гармонію. Власниками будинку у 1935 році була Тибурська Гелена та спілка.
№ 14 — триповерхова кам'яниця початку XX століття. Власниками будинку у 1935 році були Натан та Емілія Штерни. Будинок внесений до Реєстру пам'яток архітектури місцевого значення під охоронним № 214-м.
№ 18 — триповерховий житловий будинок зведений у 1912 році. Власниками будинку у 1935 році були Юліан та Шарлотта Дорфи. Будинок внесений до Реєстру пам'яток архітектури місцевого значення під охоронним № 215-м.
На стику нинішніх вулиць Вишенського та Піскової колись знаходилася давня дерев'яна церква Воздвиження Чесного Хреста. Під час касаційних реформ австрійського уряду кінця XVIII століття, а саме у 1786 року церкву було ліквідовано, а її будівлю розібрано.
№ 26, 28, 30, 32, 34, 36, 38, 40 — двоповерхові житлові будинки з мансардами, збудовані у 1927—1929 роках у стилі раннього функціоналізму за проєктом та під керівництвом відомого українського архітектора Олександера Пежанського для українського кооперативу «Власна хата». Ці будинки нагадують британську рядову забудову першої третини XX століття. Оздобою фасаду, крім вхідних дерев'яних дверей з ромбоподібними ґратами, були теж люкарни з трикутним фронтоном на даху. За даними адресної книги за 1935/1936 роки в комплексі будинків «Власна хата» мешкало багато чиновників та працівників освіти. Зокрема, в будинку під № 26 мешкали професор VIII Державної гімназії імені короля Казимира Великого Юзеф Пєньонжек та відомий видавець Іван Тиктор разом з дружиною Марією та донькою Наталею, під № 28 — приватний вчитель Іван Галан, під № 34 — чиновник Євстахій Мурин, під № 36 — чиновник Володимир Кливак, під № 38 — шкільний інспектор Володимир Дудкевич, під № 40 — чиновник Роман Левицький.
№ 46 — двоповерховий житловий будинок. Власником будинку у 1935 році була Марія Тиктор. У 1930—1936 роках в будинку винаймав помешкання український скульптор Сергій Литвиненко з дружиною Надією з Дзеровичів.

Світлини вуличної забудови (парний бік)
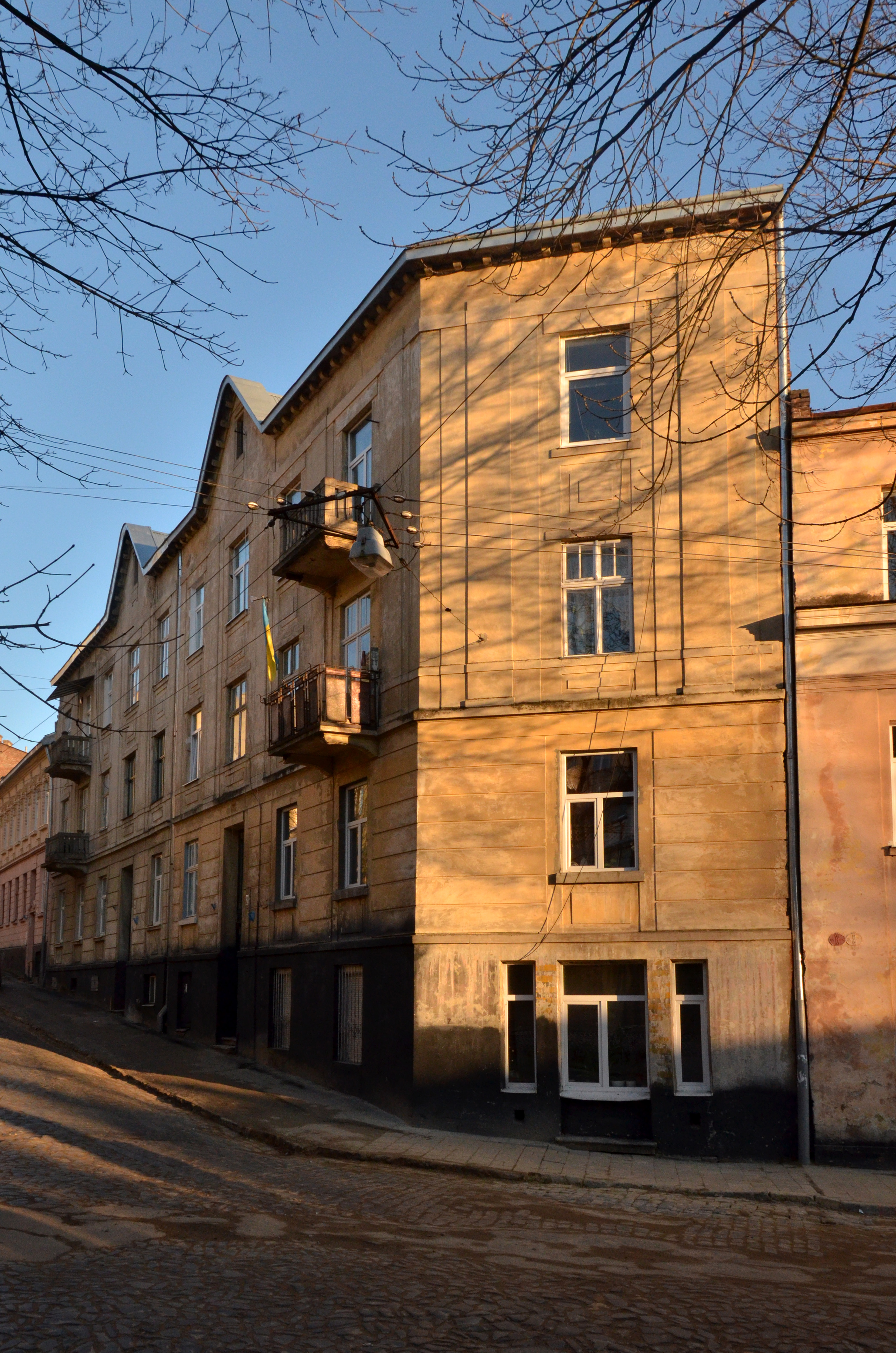
Будинок № 2
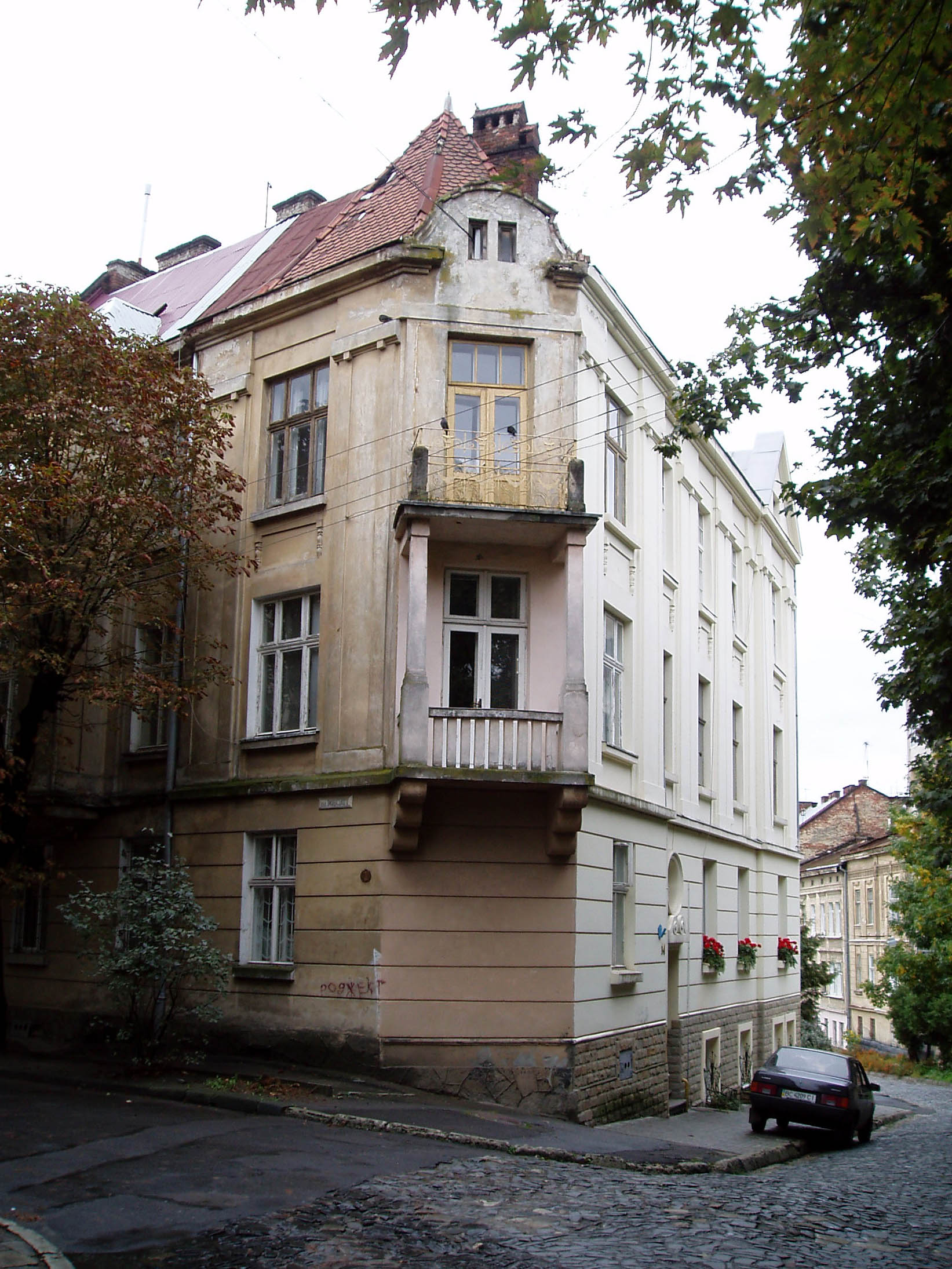
Будинок № 14
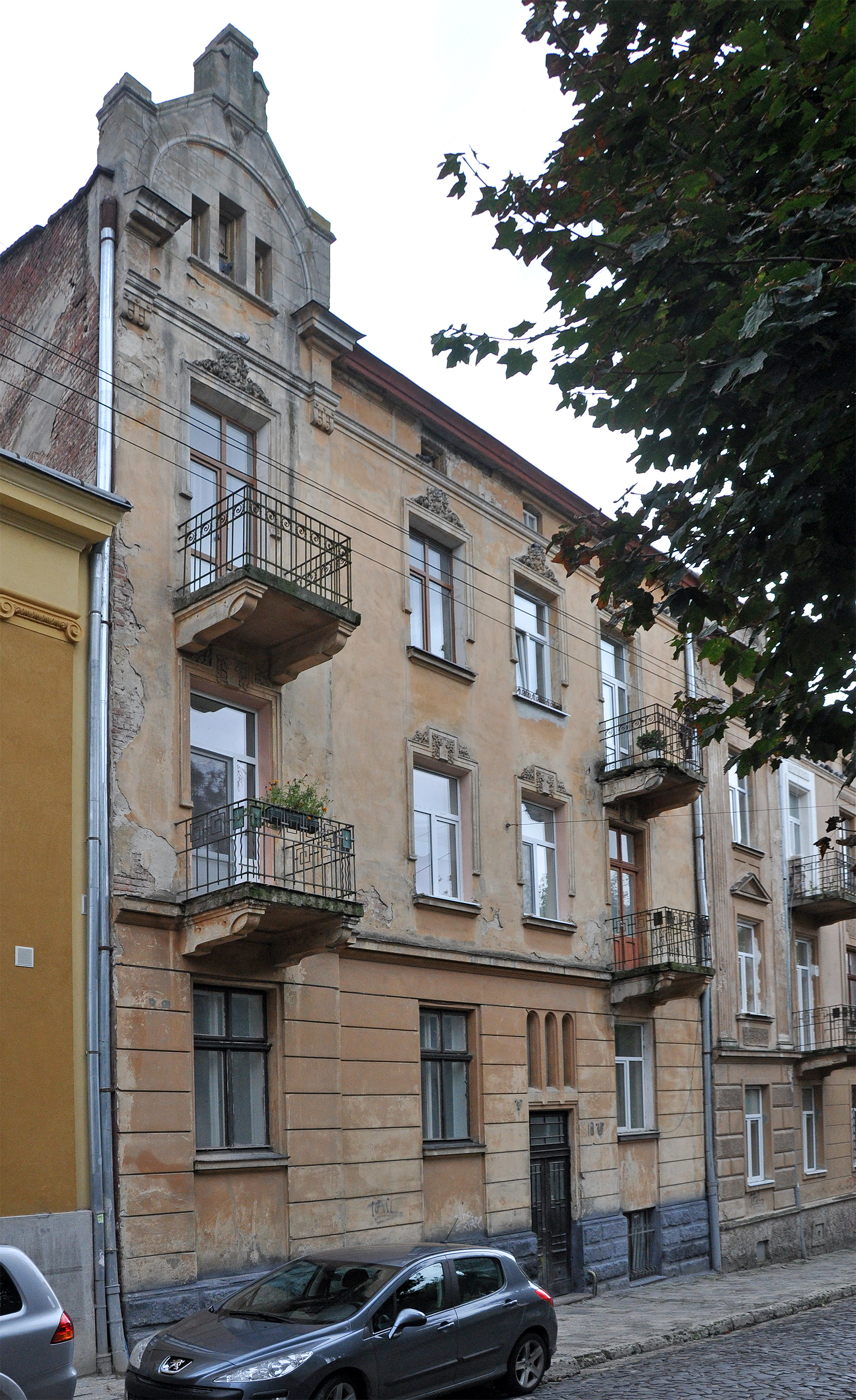
Будинок № 18